# Escut de Solivella
L'escut oficial de Solivella té el següent blasonament:
Escut caironat: de sinople, una olivera d'or fruitada de sable, sobremuntada d'un sol figurat d'or. Per timbre, una corona de baró.

## Història
Va ser aprovat el 10 de setembre del 2007 i publicat al DOGC el 2 d'octubre del mateix any.
És un escut parlant que vol representar l'etimologia popular del nom de la localitat: el sol, que és un element tradicional dels escuts de Solivella, i l'olivera o olivella. La corona de baró fa al·lusió a la baronia de Solivella, títol concedit a Simó Berenguer de Llorac, senyor del castell, el 1599.